# Naturbahnrodel-Weltmeisterschaft 1984
Die 4. FIL-Naturbahnrodel-Weltmeisterschaft fand vom 28. bis 29. Januar 1984 in Kreuth in Deutschland statt.

## Technische Daten der Naturrodelbahn
| Name                   | Naturrodelbahn Kreuth-Klamm |
| Start                  | 1020 m                      |
| Ziel                   | 0.830 m                     |
| Höhendifferenz         | 0.190 m                     |
| Durchschnittl. Neigung | 0.013,6 %                   |
| Länge                  | 1400 m                      |

## Einsitzer Herren
| Platz | Name                 | Zeit        |
| ----- | -------------------- | ----------- |
| 01    | Alfred Kogler        | 4:49,92 min |
| 02    | Giuseppe Cerise      | ?           |
| 03    | Willi Danklmaier     | ?           |
| 04    | Otto Bachmann        | ?           |
| 05    | Hermann Sporer       | ?           |
| 06    | Oswald Pörnbacher    | ?           |
| 07    | Raimund Pigneter     | ?           |
| 08    | Matthäus Hofer       | ?           |
| 09    | Roland Trattnig      | ?           |
| 10    | Per Winberg          | ?           |
| 11    | Albin Donzel         | ?           |
| 12    | Trond Enkerud        | ?           |
| 13    | Andre Bohan          | ?           |
| 14    | Peter Brunold        | ?           |
| 15    | Håkon Sandvik        | ?           |
| 16    | Stephan Mellinger    | ?           |
| 17    | Heinz Gnaditz        | ?           |
| 18    | Einar Danbolt        | ?           |
| 19    | Leopold Krašovec     | ?           |
| 20    | Philippe Keck        | ?           |
| 21    | Marjan Meglič        | ?           |
| 22    | Vitus Gansler        | ?           |
| 23    | Paweł Goryl          | ?           |
| 24    | Drago Česen          | ?           |
| 25    | Anton Berwanger      | ?           |
| 26    | Josef Beschta        | ?           |
| 27    | Volker Schönhuber    | ?           |
| 28    | Eugen Leuthold       | ?           |
| 29    | Marjan Prevc         | ?           |
| 30    | Hannes Theurl        | ?           |
| 31    | Ryszard Chmielewski  | ?           |
| 32    | Andreas Jud          | ?           |
| 33    | Milan Česen          | ?           |
| 34    | Norbert Parusel      | ?           |
| 35    | Robert Nagele        | ?           |
| 36    | Jan Mickos           | ?           |
| 37    | Lars Ake Sandström   | ?           |
| 38    | Markku Heikkilä      | ?           |
| 39    | Hannu Heikkilä       | ?           |
| 40    | Joaquim Coma Borsot  | ?           |
| 41    | Xavier Raurell Lopez | ?           |
| 42    | Ben Heijmeijer       | ?           |
| --    | Michel Vaulry        | DNS         |
| --    | Patrick Ginet        | DNS         |
| --    | Damiano Lugon        | DNF         |
| --    | Erich Hedinger       | DNF         |
| --    | Leopold Perko        | DNF         |

Der Österreicher Alfred Kogler – Bronzemedaillengewinner im Doppelsitzer – wurde Weltmeister im Einsitzer der Herren. Die Silbermedaille gewann der Italiener Giuseppe Cerise, für den es die einzige Medaille bei Großereignissen war. Der drittplatzierte Willi Danklmaier aus Österreich gewann seine erste WM-Medaille.

## Einsitzer Damen
| Platz | Name                 | Zeit |
| ----- | -------------------- | ---- |
| 01    | Delia Vaudan         | ?    |
| 02    | Paula Peintner       | ?    |
| 03    | Irmgard Lanthaler    | ?    |
| 04    | Petra Leitinger      | ?    |
| 05    | Hilde Fuchs          | ?    |
| 06    | Herta Hafner         | ?    |
| 07    | Lydia Schroll        | ?    |
| 08    | Christine Zobel      | ?    |
| 09    | Małgorzata Kabat     | ?    |
| 10    | Manuela Daller       | ?    |
| 11    | Margit Beschta       | ?    |
| 12    | Silvia Tschachler    | ?    |
| 13    | Elżbieta Chmielewska | ?    |
| 14    | Christine Schaffer   | ?    |
| --    | Ida Huber            | DNF  |

Die Italienerin Delia Vaudan wurde zum dritten Mal nach 1979 und 1980 Weltmeisterin im Einsitzer. Die zweitplatzierte Paula Peintner, ebenfalls aus Italien, hatte bei der letzten Weltmeisterschaft Bronze gewonnen. Dritte wurde Irmgard Lanthaler, die ebenfalls dem italienischen Verband angehört. Damit standen wie schon 1980 nur Italienerinnen auf dem Podest.

## Doppelsitzer
| Platz | Name                                 | Zeit |
| ----- | ------------------------------------ | ---- |
| 01    | Andreas Jud – Ernst Oberhammer       | ?    |
| 02    | Martin Jud – Harald Steinhauser      | ?    |
| 03    | Alfred Kogler – Franz Huber          | ?    |
| 04    | Raimund Pigneter – Georg Antholzer   | ?    |
| 05    | Roland Trattnig – Harald Rabitsch    | ?    |
| 06    | Matthäus Hofer – Gerhard Hirzegger   | ?    |
| 07    | Erich Hedinger – Peter Brunold       | ?    |
| 08    | Anton Berwanger – Manfred Bruckmeier | ?    |
| 09    | Philippe Keck – Laurent Fesselet     | ?    |
| 10    | Paweł Goryl – Ryszard Chmielewski    | ?    |
| 11    | Eugen Leuthold – Robert Nagele       | ?    |
| 12    | Drago Česen – Milan Česen            | ?    |
| 13    | Leopold Krašovec – Marjan Meglič     | ?    |
| 14    | Heinz Gnaditz – Norbert Parusel      | ?    |
| 15    | Andre Bohan – Trond Enkerud          | ?    |
| 16    | Markku Heikkilä – Hannu Heikkilä     | ?    |
| --    | Volker Schönhuber – Josef Beschta    | DNF  |
| --    | Patrick Ginet – Michel Vaulry        | DNS  |

Im Doppelsitzer gelang den Italienern Andreas Jud und Ernst Oberhammer die erfolgreiche Titelverteidigung. Die Silbermedaille gewannen Martin Jud und Harald Steinhauser, ebenfalls aus Italien, die auch schon vor vier Jahren Silber gewonnen hatten. Dritte wurden die Österreicher Alfred Kogler – Weltmeister im Einsitzer – und Franz Huber. Die Europameister von 1981 waren bei der letzten WM Zweite gewesen.

## Medaillenspiegel
| Platz | Land       | Gold | Silber | Bronze | Gesamt |
| ----- | ---------- | ---- | ------ | ------ | ------ |
| 1.    | Italien    | 2    | 3      | 1      | 6      |
| 2.    | Österreich | 1    | —      | 2      | 3      |